# HSBO
HSBO is in Vlaanderen de afkorting voor: Hoger Secundair Beroepsonderwijs.
Inmiddels is deze term verouderd. Hij dateert nog uit de periode dat het secundair onderwijs ingedeeld was in een lagere en een hogere cyclus. Sinds het secundair onderwijs omgevormd werd in de jaren 70 naar een drie-graden-structuur is de juiste benaming: beroepssecundair onderwijs (BSO).
In Nederland wordt dit vmbo genoemd.